# Mister Venezuela 2016
El Mister Venezuela 2016, fue la decimotercera (13º) edición del certamen Mister Venezuela, cuya final se llevó a cabo en la ciudad de Caracas, Venezuela, el sábado 28 de mayo de 2016 en el Estudio 1 de Venevisión. 14 candidatos provenientes de toda la geografía nacional compitieron por el título. Al final del evento, Gabriel Correa, Mister Venezuela 2015, entregó el trofeo y la bufanda nacional a Renato Barabino como su sucesor.
El ganador sería el representante del país en el próximo Mister Mundo, sin embargo por razones económicas no pudo asistir al certamen de belleza masculino, de igual forma fue incluido en áreas de animación y actuación del canal. El certamen fue conducido por Kerly Ruiz, presentadora del programa matutino Portada's, y Fanny Ottati, jurado de Generación S.

## Resultados
| Posiciones            | Delegado                                   |
| --------------------- | ------------------------------------------ |
| Míster Venezuela 2016 | - #6 - Renato Barabino                     |
| Primer Finalista      | - #4 - Walfred Crespo                      |
| Segundo Finalista     | - #2 - Gustavo Acevedo                     |
| Top 5                 | - #1 - Luís Segovia - #13 - Ignacio Milles |

### Premiaciones Especiales
| Premiación                   | Candidato              |
| ---------------------------- | ---------------------- |
| Mejor Cuerpo                 | - #10 - Raúl Ramírez   |
| Mejor Sonrisa                | - #6 - Renato Barabino |
| Mejor Look                   | - #7 - Libio La Rovere |
| Prueba de "Mejor Actuación"  | - #9 - Jordan Piña     |
| Prueba de "Mejor Animación"  | - #9 - Jordan Piña     |
| Premio como "Mejor Cantante" | - #8 - Renzo La Posta  |

## Aspirantes
14 aspirantes compitieron en el certamen:
(En la tabla se utiliza su nombre completo, los sobrenombres van entrecomillados y los apellidos utilizados como nombre artístico, entre paréntesis; fuera de ella se utilizan sus nombres "artísticos" o simplificados):
| Nro | Aspirante                           | Edad | Estatura (m) | Ciudad Natal       |
| 1   | Luís Alejandro Segovia González     | 26   | 1.86 m       | Caracas            |
| 2   | Gustavo Alejandro Acevedo Nicolazzo | 19   | 1.86 m       | Caracas            |
| 3   | Jesús Paúl Briceño Urdaneta         | 21   | 1.88 m       | Maracaibo          |
| 4   | Walfred José Crespo Urribarri       | 22   | 1.88 m       | Cabimas            |
| 5   | Andrés Antonio Báez Torres          | 21   | 1.84 m       | Ciudad Ojeda       |
| 6   | Renato Barabino Gandica             | 18   | 1.85 m       | Maracay            |
| 7   | Libio José La Rovere Omaña          | 23   | 1.80 m       | Valera             |
| 8   | Renzo Kevin La Posta Rengifo        | 23   | 1.78 m       | San Rafael de Laya |
| 9   | Jordan Jesús Piña Mendoza           | 22   | 1.79 m       | Carora             |
| 10  | Raúl Ricardo Ramírez Ramírez        | 22   | 1.81 m       | Táriba             |
| 11  | Jean Pierre Arcila Harp             | 22   | 1.81 m       | Coro               |
| 12  | Miguel Lorenzo Ferrieri Pararia     | 22   | 1.82 m       | Tucupido           |
| 13  | Ignacio Eduardo Milles Dommar       | 25   | 1.88 m       | Caracas            |
| 14  | José Luís Trujillo Valecillos       | 20   | 1.92 m       | Caracas            |

## Datos acerca de los candidatos
- Renato Barabino fue el candidato de menor edad, posee además ascendencia italiana y judía.
- Walfred Crespo participó en la 11° edición del Mister International 2016 celebrado en Tailandia; donde forma parte del top 16.
- Gustavo Acevedo participó en la 1° edición del Mister Supranacional 2016 celebrado en Polonia; donde forma parte del top 10.
- Jordan Piña se convierte en animador oficial del matutino Portadas.
- Luís Segovia es profesor de educación física y es además el candidato de mayor edad del concurso con 26 años.
- Ignacio Milles es profesor en la Universidad Central de Venezuela, posee además ascendencia italiana.
- Renzo La Posta es actualmente cantante y ya posee su primer sencillo "Masoquista" junto a un cantante venezolano Juan Miguel